# Acer vanvolxemii
Acer vanvolxemii é uma espécie de árvore do gênero Acer, pertencente à família Aceraceae.